# 永易克典
永易 克典（ながやす かつのり、1947年（昭和22年）4月6日  - 2021年（令和3年）5月3日）は、日本の銀行家。従三位。三菱東京UFJ銀行頭取、全国銀行協会会長などを歴任した。

## 人物
愛媛県新居浜市出身。1966年３月愛媛県立新居浜西高等学校卒業。高校の同級生に大和ハウス工業株式会社元代表取締役副会長・社長の村上健治がいて、同郷の財界人としても親交があった。
東京大学法学部を卒業した後、1970年5月に当時の三菱銀行に入行。 主に企画部門、法人営業部門などの畑を歩んで、銀行家としての腕前を磨いた。
2008年のリーマン・ショックに端を発する金融危機を、三菱東京UFJ銀行の頭取を務める中で迎えることとなる。この時、アメリカ金融大手のモルガン・スタンレー救済のために90億ドル分の優先株を買い受けて巨額の出資を行うなどの対応を主導したことは、今日まで語り継がれている。
2011年の東日本大震災に際しても、同じ年の7月1日に二度目の就任をした全国銀行協会会長として復興支援のために心を砕いた。
2021年5月3日17時10分、頸部食道がんのため、東京都内の病院で死去。74歳没。死没日をもって従三位に叙され、あわせて旭日大綬章を追贈される。のちに三菱UFJ銀行頭取らの主催によるお別れの会が同年12月22日に開かれ、約1400人の参列者がその人柄を偲んだ。

## 略歴
- 1970年04月 東京大学法学部卒業後[8]、三菱銀行入行
- 1996年04月 東京三菱銀行企画部長（特命）
- 1997年06月 同取締役
- 1999年06月 日本信託銀行常務取締役[1]
- 2001年04月 三菱東京フィナンシャル・グループ取締役兼任[9]
- 2001年10月 三菱信託銀行常務取締役[1]
- 2002年06月 東京三菱銀行常務取締役
- 2004年04月 三菱東京フィナンシャル・グループ取締役常務執行役員兼任[9]
- 2005年01月 東京三菱銀行専務取締役
- 2005年05月 同取締役副頭取
- 2005年10月 三菱UFJフィナンシャル・グループ常務執行役員兼任[9]
- 2006年01月 三菱東京UFJ銀行代表取締役副頭取
- 2006年06月 三菱UFJフィナンシャル・グループ取締役副社長（代表取締役）兼任[9]
- 2008年04月 三菱東京UFJ銀行頭取
- 2008年04月 三菱UFJフィナンシャル・グループ取締役兼任[9]
- 2010年04月 同取締役社長
- 2012年04月 三菱東京UFJ銀行取締役会長[8]（2016年3月退任）[10]
- 2013年04月 三菱UFJフィナンシャル・グループ（=FG）取締役
- 2013年06月 FG取締役を退任[11] · [10]
- 2016年04月 三菱東京UFJ銀行相談役（2018年3月退任）[10]
- 2018年04月 三菱UFJ銀行特別顧問[10]

## 役職
銀行での長年の経歴において培われた見識を生かして、三菱電機株式会社、株式会社三越伊勢丹ホールディングス、キリンホールディングス株式会社の社外取締役や新日鐵住金株式会社、三菱自動車工業株式会社の社外監査役を務めた。